# Élections municipales portugaises de 2013
 (août 2021).
Les élections municipales portugaises de 2013 ont eu lieu le 29 septembre 2013. L'élection de 308 maires, conseils municipaux, ainsi que les présidents et députés des assemblées municipales ont été remises en jeu. À cause de la réforme de l'administration locale, entreprise par le XIXe gouvernement constitutionnel portugais, il y a eu une réduction du nombre de freguesias et des mandats associés.
Le processus de candidature à ces élections fut marqué par des divergences sur l'interprétation de la loi de limitation des mandats, qui interdit la recandidature des responsables après trois mandats consécutifs. La polémique a porté sur le fait que la loi ne précise pas explicitement si sont seulement interdits les recandidatures au poste de dirigeant d'une municipalité ou freguesia, ou, au contraire, il est interdit de se postuler à la même charge, indépendamment du territoire où ils l'exercent. Les candidatures les plus polémiques sont celles de Luís Filipe Menezes (PSD/PPM/MPT) à Porto et Fernando Seara (PSD/CDS-PP/MPT) à Lisbonne. Cette polémique se termine le 5 septembre 2013 avec la décision du Tribunal constitutionnel qui considère que la limitation des mandats est territoriale et qui donne le feu vert aux candidatures de responsables politiques qui ont complété trois mandats consécutifs s'ils font candidature dans un autre lieu.
La campagne électorale fut marquée par l'absence de couverture télévisuelle à la suite de divergences avec la CNE qui voulait une couverture identique de tous les candidats. Seule la chaine Porto canal organisa des débats entre les candidats des municipalités du nord, il n'y eut pas de débats télévisés entre les candidats à Lisbonne. La couverture des radios et journaux fut aussi très diminuée.
Le résultat des élections a été favorable au parti socialiste et a ainsi amputé le gouvernement de centre droit de certains candidats.

## Sondages
| Municipalité         | Dates du sondage          | Entreprise                         | PSD         | PS           | CDS–PP | CDU        | BE         | PSD CDS–PP  | PSD CDS–PP PPM | PSD CDS–PP PPM MPT | Indépendants | Autres / Indécis | Avantage |
| -------------------- | ------------------------- | ---------------------------------- | ----------- | ------------ | ------ | ---------- | ---------- | ----------- | -------------- | ------------------ | ------------ | ---------------- | -------- |
| Porto                | 24–25 juillet             | Eurosondagem Projection de mandats | 32.5% 5     | 22.5% 3      | –      | 8.4% 1     | 4.8% –     | –           | –              | –                  | 28.8% 4      | 3.0% –           | 3,7 %    |
| Braga                | 23–24 juillet             | Eurosondagem Projection de mandats | –           | 40.8% 5 – 6  | –      | 7.0% 0 – 1 | –          | –           | 44.2% 5 – 6    | –                  | 4.4% –       | 3.6% –           | 3,4 %    |
| Vila Nova de Gaia    | 22–23 juillet             | Eurosondagem Projection de mandats | –           | 30.0% 3 – 4  | –      | 7.7% 0 – 1 | 3.6% –     | 24.8% 3     | –              | –                  | 30.6% 3 – 4  | 3.3% –           | 0,6 %    |
| Matosinhos           | 21–22 juillet             | Eurosondagem Projection de mandats | 16.7% 2     | 30.9% 4      | 3.8% – | 8.4% 1     | 3.7% –     | –           | –              | –                  | 33.0% 4      | 3.5% –           | 2,1 %    |
| Aveiro               | 18–19 juillet             | Eurosondagem Projection de mandats | –           | 25.9% 2 – 3  | –      | 4.9% –     | 5.2% –     | 41.2% 4 – 5 | –              | –                  | 18.1% 2      | 4.7% –           | 15,3 %   |
| Viseu                | 17–18 juillet             | Eurosondagem Projection de mandats | 48.8% 5     | 38.8% 4      | 5.1% – | 2.2% –     | 2.4% –     | –           | –              | –                  | –            | 2.7% –           | 10,0 %   |
| Vila Real            | 16–17 juillet             | Eurosondagem Projection de mandats | 41.0% 4 – 5 | 42.1% 4 – 5  | 4.3% – | 5.0% –     | 5.2% –     | –           | –              | –                  | –            | 2.4% –           | 1,1 %    |
| Lisbonne             | 15–16 juillet             | Eurosondagem Projection de mandats | –           | 52.5% 9 – 10 | –      | 9.0% 1     | 6.9% 0 – 1 | 27.5% 5 – 6 | –              | –                  | –            | 4.1% –           | 25,0 %   |
| Sintra               | 14–15 juillet             | Eurosondagem Projection de mandats | –           | 26.0% 3 – 4  | –      | 10.6% 1    | 7.4% 1     | –           | –              | 19.2% 2 – 3        | 28.5% 3 – 4  | 8.3% –           | 2,5 %    |
| Guimarães            | 12–14 juillet             | Eurosondagem Projection de mandats | –           | 49.6% 6      | –      | 9.6% 1     | 4.2% –     | 33.8% 4     | –              | –                  | –            | 2.8% –           | 15,8 %   |
| Viana do Castelo     | 11–12 juillet             | Eurosondagem Projection de mandats | 23.6% 2     | 53.2% 6      | 7.5% – | 10.9% 1    | –          | –           | –              | –                  | –            | 4.8% –           | 29,6 %   |
| Sintra               | 29 juin – 4 juillet       | Aximage                            | –           | 28.4%        | –      | 8,6 %      | –          | –           | –              | 14,8 %             | 22,3 %       | 25,9 %           | 6,1 %    |
| Aveiro               | 26 juin – 2 juillet       | Gemeo - IPAM                       | –           | 12,0 %       | –      | 1,0 %      | 1,0 %      | 41.0%       | –              | –                  | 7,0 %        | 38,0 %           | 29,0 %   |
| Vinhais[A]           | 26–27 juin                | Eurosondagem                       | 27,2 %      | 57.0%        | 7,2 %  | 2,5 %      | 1,2 %      | –           | –              | –                  | –            | 4,9 %            | 29,8 %   |
| Vinhais[A]           | 26–27 juin                | Eurosondagem                       | –           | 60.2%        | –      | –          | –          | 33,6 %      | –              | –                  | –            | 6,2 %            | 26,6 %   |
| Loures[A]            | 21–25 juin                | Eurosondagem                       | 12,5 %      | 43.2%        | 4,2 %  | 30,1 %     | 5,5 %      | –           | –              | –                  | –            | 4,5 %            | 13,1 %   |
| Loures[A]            | 21–25 juin                | Eurosondagem                       | 12,9 %      | 41.0%        | 3,8 %  | 33,7 %     | 4,9 %      | –           | –              | –                  | –            | 3,7 %            | 7,3 %    |
| Chaves               | 19–20 juin                | IPOM                               | 32.9%       | 19,5 %       | 2,6 %  | 3,9 %      | –          | –           | –              | –                  | 4,3 %        | 36.8%            | 13,4 %   |
| Matosinhos           | 20 mai – 6 juin           | Domp                               | –           | 27,1 %       | –      | 6,3 %      | 3,8 %      | 12,0 %      | –              | –                  | 42.4%        | 8,6 %            | 15,3 %   |
| Matosinhos           | 29–30 mai                 | Eurosondagem Projection de mandats | –           | 27.5% 3 – 4  | –      | 8.0% 1     | 5.0% –     | 16.7% 2     | –              | –                  | 35.0% 4 – 5  | 7.8% –           | 7,5 %    |
| Valongo              | 28–30 mai                 | Gemeo                              | 32.0%       | 30,0 %       | 8,0 %  | 5,0 %      | 2,0 %      | –           | –              | –                  | –            | 23,0 %           | 2,0 %    |
| Aveiro               | 28–29 mai                 | Eurosondagem Projection de mandats | –           | 32.9% 3 – 4  | –      | 4.9% –     | 7.1% –     | 48.0% 5 – 6 | –              | –                  | –            | 7.1% –           | 15,1 %   |
| Viana do Castelo     | 27–28 mai                 | Eurosondagem Projection de mandats | 25.0% 2 – 3 | 52.0% 5 – 6  | 5.7% – | 9.8% 1     | –          | –           | –              | –                  | –            | 7.5% –           | 27,0 %   |
| Braga                | 26–27 mai                 | Eurosondagem Projection de mandats | –           | 41.1% 5      | –      | 8.0% 1     | –          | –           | 43.3% 5        | –                  | 4.9% –       | 2.7% –           | 2,2 %    |
| Vila Nova de Gaia    | 23–26 mai                 | Eurosondagem Projection de mandats | –           | 32.2% 4      | –      | 7.4% 0 – 1 | 3.8% –     | 22.7% 2 – 3 | –              | –                  | 30.7% 3 – 4  | 3.2% –           | 1,5 %    |
| Guimarães            | 22–23 mai                 | Eurosondagem Projection de mandats | –           | 51.0% 6      | –      | 11.0% 1    | 2.2% –     | 33.0% 4     | –              | –                  | –            | 2.8% –           | 18,0 %   |
| Porto                | 20–22 mai                 | Eurosondagem Projection de mandats | 33.0% 5     | 24.8% 3 – 4  | –      | 10.2% 1    | 4.3% –     | –           | –              | –                  | 25.0% 3 – 4  | 2.7% –           | 8,0 %    |
| Viseu                | 19–20 mai                 | Eurosondagem Projection de mandats | 50.0% 5 – 6 | 39.3% 3 – 4  | 3.6% – | 2.1% –     | 2.6% –     | –           | –              | –                  | –            | 2.4% –           | 10,7 %   |
| Lisbonne             | 16–19 mai                 | Eurosondagem Projection de mandats | –           | 52.1% 9 – 10 | –      | 8.6% 1     | 5.3% 0 – 1 | 30.0% 5 – 6 | –              | –                  | –            | 4.0% –           | 22,1 %   |
| Vila Real            | 14–15 mai                 | Eurosondagem Projection de mandats | 44.2% 4 – 5 | 42.2% 4 – 5  | 5.3% – | 3.0% –     | 2.8% –     | –           | –              | –                  | –            | 2.5% –           | 2,0 %    |
| Braga                | 13–17 mai                 | IPOM                               | –           | 27,3 %       | –      | 3,8 %      | –          | –           | 35.1%          | –                  | 1,7 %        | 32,0 %           | 7,8 %    |
| Lisbonne             | 6–11 mai                  | Sociologest                        | –           | 49.7%        | –      | 6,7 %      | 4,7 %      | 33,8 %      | –              | –                  | –            | 5,1 %            | 15,9 %   |
| Vila Nova de Gaia[A] | 7–10 mai                  | IPOM                               | 24.6%       | 23,5 %       | 0,1 %  | 2,1 %      | 3,8 %      | –           | –              | –                  | –            | 45.8%            | 1,1 %    |
| Vila Nova de Gaia[A] | 7–10 mai                  | IPOM                               | –           | 15,7 %       | –      | 3,0 %      | 3,1 %      | 13,9 %      | –              | –                  | 15.9%        | 48.4%            | 0,2 %    |
| Porto                | 13–15 avril               | IPOM                               | 41.0%       | 21,8 %       | –      | 9,5 %      | 6,0 %      | –           | –              | –                  | 17,2 %       | 4,4 %            | 19,2 %   |
| Matosinhos           | 25–30 janvier             | IPOM                               | 8,8 %       | 26.8%        | 1,2 %  | 3,2 %      | 1,4 %      | –           | –              | –                  | 3,2 %        | 55.4%            | 18,0 %   |
| Matosinhos           | 25–30 janvier             | IPOM                               | 4,0 %       | 7,9 %        | –      | –          | –          | –           | –              | –                  | 39.4%        | 48.7%            | 31,6 %   |
| Porto                | 17–23 janvier             | IPOM                               | 21.2%       | 15,8 %       | 2,5 %  | 1,9 %      | 1,9 %      | –           | –              | –                  | 4,2 %        | 52.5%            | 5,4 %    |
| Porto                | 17–23 janvier             | IPOM                               | 31.7%       | 13,5 %       | –      | –          | –          | –           | –              | –                  | 12,1 %       | 42.6%            | 18,2 %   |
| 2013                 |                           |                                    |             |              |        |            |            |             |                |                    |              |                  |          |
| Guarda               | 10–12 décembre            | Eurosondagem                       | 21,9 %      | 54.8%        | 6,6 %  | 7,6 %      | 3,9 %      | –           | –              | –                  | –            | 5,2 %            | 32,9 %   |
| Braga                | 3–5 décembre              | Eurosondagem                       | –           | 41,7 %       | –      | 6,9 %      | 4,1 %      | –           | 44.2%          | –                  | –            | 3,1 %            | 2,5 %    |
| Braga                | 3–5 décembre              | Eurosondagem                       | –           | 39,6 %       | –      | 7,0 %      | 4,6 %      | –           | 46.1%          | –                  | –            | 2,7 %            | 6,5 %    |
| Funchal              | 20–22 novembre            | Eurosondagem                       | 41.6%       | 18,3 %       | 16,0 % | 7,3 %      | 4,2 %      | –           | –              | –                  | –            | 12,6 %           | 23,3 %   |
| Santo Tirso          | 25 octobre – 1er novembre | Domp                               | 10,3 %      | 34.0%        | 1,0 %  | 3,8 %      | 2,5 %      | –           | –              | –                  | –            | 48.4%            | 23,7 %   |
| Santo Tirso          | 11–12 octobre             | Eurosondagem                       | 29,6 %      | 58.4%        | 4,2 %  | 3,2 %      | 2,4 %      | –           | –              | –                  | –            | 2,2 %            | 28,8 %   |
| Braga                | 9–12 octobre              | Aximage                            | –           | 37,8 %       | –      | 3,5 %      | 3,6 %      | –           | 42.6%          | –                  | –            | 12,5 %           | 4,8 %    |
| Felgueiras           | 2–3 octobre               | Eurosondagem                       | –           | 43,3 %       | –      | 1,7 %      | 1,0 %      | 52.5%       | –              | –                  | –            | 1,5 %            | 9,2 %    |
| Penafiel             | 19–21 septembre           | Gemeo                              | –           | 27,4 %       | –      | 0,6 %      | 1,7 %      | 63.8%       | –              | –                  | –            | 6,4 %            | 36,4 %   |
| Gondomar             | 17–21 septembre           | Aximage                            | –           | 49.3%        | –      | 5,6 %      | 7,4 %      | –           | 21,3 %         | –                  | –            | 16,4 %           | 28 %     |
| Paredes              | 26–27 avril               | Gemeo                              | 70.0%       | 10,0 %       | 7,0 %  | –          | –          | –           | –              | –                  | –            | 10,0 %           | 60,0 %   |
| 2012                 |                           |                                    |             |              |        |            |            |             |                |                    |              |                  |          |

## Candidats

### Aveiro
| Municipalité        | Président actuel                                    | Parti      | Candidats 2013 |
| Águeda              | Gil Nadais                                          | PS         | Gil Nadais (PS) Paula Cardoso (PSD/CDS-PP) Nelson Leal (CDU)                                                                                          |
| Albergaria-a-Velha  | João Agostinho Pereira                              | PSD        | Elísio Apolinário Silva (PS) José Licínio Pimenta (PSD) António Loureiro (CDS-PP) Miguel Bento (CDU) Rui Câncio (BE)                                  |
| Anadia              | Litério Marques                                     | PSD        | Lino Pintado (PS) José Manuel Ribeiro (PSD) Tiago Castelo Branco (CDS-PP) Fátima Flores (CDU) Teresa Belém (IND)                                      |
| Arouca              | José Artur Neves                                    | PS         | José Artur Neves (PS) José Luís Alves (PSD) Adriano Brandão (CDS-PP) Francisco Gonçalves (CDU)                                                        |
| Aveiro              | Élio Maia                                           | PSD/CDS-PP | Eduardo Feio (PS) Ribau Esteves (PSD/CDS-PP/PPM) Miguel Viegas (CDU) Nelson Peralta (BE) Luís Rebocho (PCTP/MRPP) Vítor Ramalho (PNR) Élio Maia (IND) |
| Castelo de Paiva    | Gonçalo Rocha                                       | PS         | Gonçalo Rocha (PS) Norberto Moreira (PSD) Paulo Martel (CDS-PP) Manuel Vieira (CDU) Abílio Guerra (BE)                                                |
| Espinho             | Pinto Moreira                                       | PSD        | José Mota (PS) Pinto Moreira (PSD) Diogo Duarte Campos (CDS-PP) Fausto Neves (CDU) António Andrade (BE)                                               |
| Estarreja           | José Eduardo Matos                                  | PSD/CDS-PP | Fernando Mendonça (PS) Diamantino Sabina (PSD/CDS-PP) Américo Soares (CDU) José Artur Pinho (IND)                                                     |
| Ílhavo              | Ribau Esteves                                       | PSD        | José Vaz (PS) Fernando Caçoilo (PSD) Arlindo Prina (CDS-PP) João Coquim (CDU) Pedro Tavares (BE)                                                      |
| Mealhada            | Carlos Cabral                                       | PS         | Rui Marqueiro (PS) Gonçalo Louzada (PSD/CDS-PP/MPT/PPM) João Louceiro (CDU) Ricardo Coelho (BE)                                                       |
| Murtosa             | Santos Sousa (2009–11) Joaquim Baptista (2011–)     | PSD        | Jorge Bacelar (PS) Joaquim Baptista (PSD) Pedro Marques (CDS-PP) Jorge Vieira (CDU)                                                                   |
| Oliveira de Azeméis | Hermínio Loureiro                                   | PSD        | Joaquim Jorge Ferreira (PS) Hermínio Loureiro (PSD) Miguel Portela (CDS-PP) João Carmo (CDU) Diogo Barbosa (BE)                                       |
| Oliveira do Bairro  | Mário João Oliveira                                 | PSD        | Manuel Bôrras (PS) Mário João Oliveira (PSD) Paulo Caiado (CDS-PP) Artur Ramísio (CDU)                                                                |
| Ovar                | Manuel Oliveira                                     | PS         | Vítor Ferreira (PS) Salvador Malheiro (PSD) António França (CDS-PP) Dinis Silveira (CDU) Pedro Rodrigues (BE)                                         |
| Sta. Maria da Feira | Alfredo Henriques                                   | PSD        | Eduardo Cavaco (PS) Emídio Sousa (PSD) Alferes Pereira (CDS-PP) Antero Resende (CDU) António Torres (BE)                                              |
| S. João da Madeira  | Castro Almeida (2009–13) Ricardo Figueiredo (2013–) | PSD        | Luís Miguel Ferreira (PS) Ricardo Figueiredo (PSD) Rogério Silva (CDS-PP) Rita Mendes (CDU) André Oliveira (BE) Jorge Lima (IND)                      |
| Sever do Vouga      | Manuel Soares                                       | PS         | António Coutinho (PS) João Almeida (PSD) Ercília Pedro (CDS-PP) Raul Tavares (CDU)                                                                    |
| Vagos               | Rui Cruz                                            | PSD        | Mário dos Santos Martins (PS) Silvério Regalado (PSD) Maria do Céu Marques (CDS-PP) Alexandre Loff (CDU)                                              |
| Vale de Cambra      | José Bastos                                         | PSD        | Nelson Martins (PS) José Bastos (PSD) José Pinheiro (CDS-PP) José Gaspar (CDU)                                                                        |

### Beja
| Municipalité         | Président actuel                        | Parti | Candidats 2013                                                                                         |
| Aljustrel            | Nelson Brito                            | PS    | Nelson Brito (PS) António Batista (PSD/CDS-PP) Manuel Camacho (CDU)                                    |
| Almodôvar            | António Sebastião                       | PSD   | António Bota (PS) Ricardo Colaço (PSD) Joaquim Paulino (CDU) Constantino Piçarra (BE) João Palma (IND) |
| Alvito               | João Penetra                            | CDU   | Natália Caeiro (PS) Manuel Maria Barroso (PSD/CDS-PP) António João Valério (CDU)                       |
| Barrancos            | António Tereno                          | CDU   | Fernando Durão (PS) António Tereno (CDU)                                                               |
| Beja                 | Jorge Pulido Valente                    | PS    | Jorge Pulido Valente (PS) João Pedro Caeiro (PSD/CDS-PP) João Rocha (CDU) José Lopes Guerreiro (IND)   |
| Castro Verde         | Francisco Duarte                        | CDU   | António José Brito (PS) Mário Mota Lopes (PSD/CDS-PP) Francisco Duarte (CDU)                           |
| Cuba                 | Francisco Orelha                        | PS    | Ana Raquel Soudo (PS) Vasco Almeida (PSD/CDS-PP) João Português (CDU)                                  |
| Ferreira do Alentejo | Aníbal Reis Costa                       | PS    | Aníbal Reis Costa (PS) Jorge Santos (PSD/CDS-PP) João Fragoso (CDU)                                    |
| Mértola              | Jorge Rosa                              | PS    | Jorge Rosa (PS) Herlânder Mira (PSD/CDS-PP) Miguel Bento (CDU) Alberto Fernandes (IND)                 |
| Moura                | José Maria Pós-de-Mina                  | CDU   | Francisco Canudo Sena (PS) Carlos Valente (PSD/CDS-PP) Santiago Macias (CDU)                           |
| Odemira              | José Alberto Guerreiro                  | PS    | José Alberto Guerreiro (PS) José Francisco Silva (PSD/CDS-PP) Manuel Cruz (CDU) Ana Loureiro (BE)      |
| Ourique              | Pedro do Carmo                          | PS    | Pedro do Carmo (PS) Sérgio Marçal (PSD/CDS-PP) António Colaço (CDU)                                    |
| Serpa                | João Rocha (2009–12) Tomé Pires (2012–) | CDU   | Noel Farinho (PS) José Madeira (PSD) Tomé Pires (CDU) Guida Ascensão (BE)                              |
| Vidigueira           | Manuel Narra                            | CDU   | José Miguel d'Almeida (PS) José Maldonado (PSD/CDS-PP) Manuel Narra (CDU)                              |

### Braga
| Municipalité        | Président actuel     | Parti      | Candidats 2013 |
| Amares              | José Barbosa         | IND        | Manuel Moreira (PS) Isidro Araújo (PSD/CDS-PP) Luís Cerqueira (CDU) Sara Leite (IND)                                                                           |
| Barcelos            | Miguel Costa Gomes   | PS         | Miguel Costa Gomes (PS) Domingos Araújo (PSD/CDS-PP/PPM) Mário Figueiredo (CDU) José Maria Cardoso (BE) Rui Senra (PCTP/MRPP) Manuel Marinho (IND)             |
| Braga               | Mesquita Machado     | PS         | Vítor Sousa (PS) Ricardo Rio (PSD/CDS-PP/PPM) Carlos Almeida (CDU) Luís Lima (PCTP/MRPP) Inês Barbosa (IND)                                                    |
| Cabeceiras de Basto | Joaquim Barreto      | PS         | Serafim China Pereira (PS) Mário Leite (PSD/CDS-PP) Manuel Nogueira (CDU) Jorge Machado (IND)                                                                  |
| Celorico de Basto   | Joaquim Mota e Silva | PSD        | Joaquim Bastos (PS) Joaquim Mota e Silva (PSD) Luís Castro Leal (CDS-PP) Luís Heitor Marinho (CDU)                                                             |
| Esposende           | João Cepa            | PSD        | João Nunes (PS) Benjamim Pereira (PSD) Berta Viana (CDS-PP) Fernando Almeida (CDU)                                                                             |
| Fafe                | José Ribeiro         | PS         | Raul Cunha (PS) Eugénio Marinho (PSD) Deolinda Nogueira (CDS-PP) Leonor Castro (CDU) Parcídio Summavielle (IND)                                                |
| Guimarães           | António Magalhães    | PS         | Domingos Bragança (PS) André Coelho Lima (PSD/CDS-PP/MPT) Torcato Ribeiro (CDU) José Carlos Fonseca (BE) João Pinto (PCTP/MRPP) Luís Botelho Ribeiro (PPM/PPV) |
| Póvoa de Lanhoso    | Manuel Baptista      | PSD        | Frederico Castro (PS) Manuel Baptista (PSD) Deolinda Queirós (CDS-PP) Paulo Silva (CDU)                                                                        |
| Terras de Bouro     | Joaquim Cracel       | PS         | Joaquim Cracel (PS) António Afonso (PSD/CDS-PP) António Salgado Almeida (CDU) Paulo Sousa (MPT) Filipe Pires (IND)                                             |
| Vieira do Minho     | Jorge Dantas         | PS         | Jorge Dantas (PS) António Cardoso (PSD/CDS-PP) Luís Pereira (CDU) João Oliveira (BE)                                                                           |
| V. N. de Famalicão  | Armindo Costa        | PSD/CDS-PP | Custódio Oliveira (PS) Paulo Cunha (PSD/CDS-PP) Miguel Lopes (CDU) José Luís Araújo (BE)                                                                       |
| Vila Verde          | António Vilela       | PSD        | Luís Filipe Silva (PS) António Vilela (PSD) Daniel Cerqueira (CDS-PP) Manuel Carvalho (CDU)                                                                    |
| Vizela              | Dinis Costa          | PS         | Dinis Costa (PS) Miguel Lopes (PSD/CDS-PP) António Veiga (CDU) Ana Bárbara Pedrosa (BE)                                                                        |

### Bragance
| Municipalité             | Président actuel                              | Parti      | Candidats 2013 |
| Alfândega da Fé          | Berta Nunes                                   | PS         | Berta Nunes (PS) Artur Aragão (PSD/CDS-PP) Teresa Rodrigues (CDU)                                                               |
| Bragança                 | Jorge Nunes                                   | PSD        | Júlio Meirinhos (PS) Hernâni Dias (PSD) Telmo Cadavez (CDS-PP) José Castro (CDU) Gil Gonçalves (BE) Humberto Rocha (IND)        |
| Carrazeda de Ansiães     | José Luís Correia                             | PSD/CDS-PP | João Sampaio (PS) José Luís Correia (PSD) Fernando Reis (CDS-PP) José Araújo (CDU)                                              |
| Freixo de Espada à Cinta | José Santos                                   | PS         | José Santos (PS) Maria do Céu Quintas (PSD) Nicolau Manso (CDU)                                                                 |
| Macedo de Cavaleiros     | Beraldino Pinto                               | PSD/CDS-PP | Rui Vaz (PS) Duarte Moreno (PSD) Rui Costa (CDS-PP) Carlos Cunha (CDU)                                                          |
| Miranda do Douro         | Artur Nunes                                   | PS         | Artur Nunes (PS) Francisco Granjo (PSD) Tiago Sanches da Gama (CDS-PP/MPT/PPM) Maria Gonçalves de Jesus (CDU) Júlio Afonso (BE) |
| Mirandela                | José Silvano (2009–11) António Branco (2012–) | PSD        | José Manuel Morais (PS) António Branco (PSD) Carlos Pires (CDS-PP) Maria Eduarda Neves (CDU) Fernando Bebiano (BE)              |
| Mogadouro                | Moraes Machado                                | PSD        | Francisco Guimarães (PS) António Pimentel (PSD) Maria de Lurdes Sousa (CDS-PP) Amândio Carvalho Pereira (CDU)                   |
| Torre de Moncorvo        | Aires Ferreira                                | PS         | José Aires (PS) Nuno Gonçalves (PSD/CDS-PP) Carlos Varelas (CDU)                                                                |
| Vila Flor                | Artur Pimentel                                | PS         | Fernando Barros (PS) Fernando Almeida (PSD/CDS-PP) Ana Correia (CDU)                                                            |
| Vimioso                  | José Rodrigues                                | PSD        | Amílcar Martins (PS) Jorge Fidalgo (PSD) Luís Miguel Oliveira (CDU)                                                             |
| Vinhais                  | Américo Pereira                               | PS         | Américo Pereira (PS) Duarte Lopes (CDS-PP/PSD) Elisabete Rodrigues (CDU)                                                        |

### Castelo Branco
| Municipalité   | Président actuel                                | Parti | Candidats 2013 |
| Belmonte       | Amândio Melo                                    | PS    | António Dias Rocha (PS) Jorge Amaro (Ind/PSD e BE) João Gonçalves (CDS-PP) Marco Melchior (CDU)                       |
| Castelo Branco | Joaquim Morão                                   | PS    | Luís Correia (PS) Paulo Moradias (PSD) Ana Camilo (CDS-PP) João Pedro Delgado (CDU) Filipe Lourenço (BE)              |
| Covilhã        | Carlos Pinto                                    | PSD   | Vítor Pereira (PS) Joaquim Matias (PSD) Pedro Farromba (Ind/CDS-PP) José Pinto (CDU) José Serra dos Reis (BE)         |
| Fundão         | Manuel Frexes (2009–12) Paulo Fernandes (2012–) | PSD   | José Domingues (PS) Paulo Fernandes (PSD) Arminda Tavares (CDS-PP) José Luís Oliveira (CDU) António Pombo (PTP)       |
| Idanha-a-Nova  | Álvaro Rocha (2009–13) Armindo Jacinto (2013–)  | PS    | Armindo Jacinto (PS) António Moreira (PSD) Luís Filipe Mascarenhas (CDS-PP) João Fazendas (CDU) Jorge Azinheiro (IND) |
| Oleiros        | José Marques                                    | PSD   | Fernando Jorge (PSD) António Trindade (CDU) António Dias (IND)                                                        |
| Penamacor      | Domingos Torrão                                 | PS    | António Luís Soares (PS) Vítor Gabriel (PSD/MPT) António Bento (CDS-PP) Ana Paula Pires (CDU)                         |
| Proença-a-Nova | João Paulo Catarino                             | PS    | João Paulo Catarino (PS) Jorge Tomé (PSD) Francisco Delgado (CDU)                                                     |
| Sertã          | José Farinha Nunes                              | PSD   | Vítor Cavalheiro (PS) José Farinha Nunes (PSD) Sara Freitas do Amaral (CDS-PP) Ema Gomes (CDU) Luís Rodrigues (IND)   |
| Vila de Rei    | Irene Barata                                    | PSD   | Ana Pires (PS) Ricardo Aires (PSD) Carlos Batata (CDS-PP) Carlos Almeida (CDU)                                        |
| V. V. de Ródão | Maria do Carmo Sequeira                         | PS    | Luís Pereira (PS) Natália Ramos (PSD) Gonçalo Mendes Paulo (CDS-PP) António Inácio (CDU)                              |

### Coimbra
| Municipalité         | Président actuel                                    | Parti          | Candidats 2013 |
| Arganil              | Ricardo Alves                                       | PSD            | Miguel Ventura (PS) Ricardo Alves (PSD) José Tiago Almeida (CDU) |
| Cantanhede           | João Moura                                          | PSD            | Carlos Ordens (PS) João Moura (PSD) Maria Olímpia Cruz (CDS-PP) Maria Teresa Jesus (CDU) |
| Coimbra              | Carlos Encarnação (2009–10) Barbosa de Melo (2010–) | PSD/CDS-PP/PPM | Manuel Machado (PS) Barbosa de Melo (PSD/PPM/MPT) Luís Providência (CDS-PP) Francisco Queirós (CDU) Rui Lourenço da Cruz (PCTP/MRPP) Francisco Guerreiro (PAN) José Ferreira da Silva (IND) |
| Condeixa-a-Nova      | Jorge Bento                                         | PS             | Nuno Moita (PS) Norberto Pires (PSD) Nuno Vicente (CDS-PP) António Moreira (CDU) Gisela Martins (BE)                                                                                        |
| Figueira da Foz      | João Ataíde                                         | PS             | João Ataíde (PS) Miguel Almeida (PSD/CDS-PP/PPM/MPT) António Baião (CDU) Jorge Monteiro (BE) João Paz (PCTP/MRPP)                                                                           |
| Góis                 | Lurdes Castanheira                                  | PS             | Lurdes Castanheira (PS) Diamantino Garcia (Ind/PSD) Victor Dias (CDS-PP) António Flores Tavares (CDU)                                                                                       |
| Lousã                | Fernando Carvalho (2009–11) Luís Antunes (2011–)    | PS             | Luís Antunes (PS) Daniel Rodrigues (PSD/CDS-PP) Marina Quaresma (CDU) Ana Filomena Amaral (BE)                                                                                              |
| Mira                 | João Reigota                                        | PS             | João Reigota (PS) Raul Soares Almeida (PSD) Frutuoso Resende (CDS-PP) Maria da Conceição Clemêncio (CDU) José Carlos Garrucho (IND)                                                         |
| Miranda do Corvo     | Fátima Ramos                                        | PSD/CDS-PP     | Miguel Baptista (PS) Sérgio Seco (PSD/CDS-PP) Ana Grade (CDU) Júlia Correia (BE) |
| Montemor-o-Velho     | Luís Leal                                           | PSD/CDS-PP     | Emílio Torrão (PS) Abel Girão (PSD/CDS-PP) Jorge Camarneiro (CDU) Carlos Mendes (BE) Elisabete Abreu Marques (MPT)                                                                          |
| Oliveira do Hospital | José Carlos Alexandrino                             | PS             | José Carlos Alexandrino (PS) Cristina Oliveira (PSD) José Vasco de Campos (CDS-PP) João Dinis (CDU)                                                                                         |
| Pampilhosa da Serra  | José Brito                                          | PSD            | Carlos Ferrão (PS) José Brito (PSD) Débora Santos (CDU) |
| Penacova             | Humberto Oliveira                                   | PS             | Humberto Oliveira (PS) Mauro Carpinteiro (PSD/CDS-PP) Álvaro Miranda (CDU) |
| Penela               | Paulo Júlio (2009–11) António Alves (2011–)         | PSD            | Eduardo Santos (PS) Luís Matias (PSD) Marc Ryon (CDS-PP) Graça Pedrosa (CDU) |
| Soure                | João Gouveia                                        | PS             | Mário Jorge Nunes (PS) Carlos Páscoa (PSD/CDS-PP/PPM) Manuela Santos (CDU) Fernando Centeio (IND)                                                                                           |
| Tábua                | Ivo Portela (2009–12) Mário Loureiro (2012–)        | PS             | Mário Loureiro (PS) Nuno Abranches Pinto (PSD/CDS-PP) José Manuel Oliveira (CDU) |
| V. N. de Poiares     | Jaime Soares                                        | PSD            | João Miguel Henriques (PS) Carlos Henriques (PSD) Carlos Barbas (CDS-PP) Catarina Santos (CDU)                                                                                              |

### Évora
| Municipalité          | Président actuel                                      | Parti | Candidats 2013 |
| Alandroal             | João Grilo                                            | IND   | Manuel Ramalho (PS) José Cebola Gomes (PSD) Mariana Chilra (CDU) Fábio Pisco (BE) João Nabais (IND)                     |
| Arraiolos             | Jerónimo Lóios                                        | CDU   | Palmira Chaveiro (PS) José Adriano Valente (PSD) Francisco Barbosa (CDS-PP) Sílvia Pinto (CDU)                          |
| Borba                 | Ângelo de Sá                                          | PS    | Jerónimo Cavaco (PS) Benjamim Espiguinha (PSD) Joaquim Serra (CDU) António Anselmo (IND)                                |
| Estremoz              | Luís Mourinha                                         | IND   | José Alberto Fateixa (PS) Manuel Broa (PSD) Paulo Costa (CDS-PP) Luís Condinho (CDU) Luís Mourinha (IND)                |
| Évora                 | José Ernesto Oliveira (2009–13) Manuel Melgão (2013–) | PS    | Manuel Melgão (PS) Paulo Jaleco (PSD/CDS-PP) Carlos Pinto de Sá (CDU) Maria Helena Figueiredo (BE)                      |
| Montemor-o-Novo       | Carlos Pinto de Sá (2009–12) Hortênsia Menino (2012–) | CDU   | Olímpio Galvão (PS) Maria de Lurdes Carvalho (PSD) Vítor Vicente (CDS-PP) Hortênsia Menino (CDU)                        |
| Mora                  | Luís Simão                                            | CDU   | João Libório (PS) Joaquim Mira (PSD/CDS-PP) Luís Simão (CDU)                                                            |
| Mourão                | Santinha Lopes                                        | PS    | Maria Clara Safara (PS) Anabela Caixeiro (PSD/CDS-PP) Pedro Dias (CDU)                                                  |
| Portel                | Norberto Patinho                                      | PS    | José Manuel Grilo (PS) Luísa Andrade (CDS-PP/PSD) José Francisco Sabino (CDU)                                           |
| Redondo               | Alfredo Barroso                                       | IND   | Luís Faleiro (PS) António Alberto Costa (CDS-PP/PSD) David Grave (CDU) António Matos Recto (IND)                        |
| Reguengos de Monsaraz | José Calixto                                          | PS    | José Calixto (PS) Francisco Zambujinho (PSD/CDS-PP) Aníbal Rosado (CDU)                                                 |
| Vendas Novas          | José Figueira                                         | CDU   | Luís Dias (PS) Joaquim Soeiro (PSD) José Figueira (CDU)                                                                 |
| Viana do Alentejo     | Bengalinha Pinto                                      | PS    | Bengalinha Pinto (PS) João Fialho (PSD) João Penetra (CDU)                                                              |
| Vila Viçosa           | Luís Caldeirinha Roma                                 | PS    | Luís Caldeirinha Roma (PS) Paulo Rondão (PSD/CDS-PP) Manuel Condenado (CDU) Inácio Esperança (IND) Miguel Patacão (IND) |

### Faro
| Municipalité        | Président actuel                                   | Parti              | Candidats 2013 |
| Albufeira           | Desidério Silva (2009–12) José Carlos Rolo (2012–) | PSD                | Fernando Anastácio (PS) Carlos Silva e Sousa (PSD) Ricardo Neves (CDS-PP/MPT/PPM) Suzel Pimenta (CDU) Ana Vidigal (IND)                              |
| Alcoutim            | Francisco Amaral                                   | PSD                | Osvaldo Gonçalves (PS) José Carlos Pereira (PSD) Luísa Fernandes (CDU)                                                                               |
| Aljezur             | José Amarelinho                                    | PS                 | José Amarelinho (PS) Vítor Vicente (PSD) Herman Hans Janssen (CDU)                                                                                   |
| Castro Marim        | José Estevens                                      | PSD                | Carlos Nóbrega (PS) Francisco Amaral (PSD) Manuel das Neves Doutel (CDS-PP) João Dias (CDU) Pedro Tavares (BE)                                       |
| Faro                | Macário Correia                                    | PSD/CDS-PP/MPT/PPM | Paulo Neves (PS) Rogério Bacalhau (PSD/CDS-PP/MPT/PPM) António Mendonça (CDU) Vítor Ruivo (BE) Vítor Silva (PPV) José Vitorino (IND)                 |
| Lagoa               | José Inácio                                        | PSD                | Francisco Martins (PS) José Inácio (PSD) Joaquim Andrés (CDU) Jorge Ramos (BE)                                                                       |
| Lagos               | Júlio Barroso                                      | PS                 | Joaquina Matos (PS) Nuno Serafim (PSD) Artur Rego (CDS-PP/MPT) Luís Reis (CDU) Manuela Goes (BE) Paulo Rosário Dias (PPM/PPV/PND) Luís Barroso (IND) |
| Loulé               | Seruca Emídio                                      | PSD                | Vítor Aleixo (PS) Hélder Martins (PSD) Horácio Ferreira (CDS-PP) Joaquim Nogueira (CDU) Adelino Neto Guerreiro (IND)                                 |
| Monchique           | Rui André                                          | PSD                | Graça Batalim (PS) Rui André (PSD) José Matias Francisco (CDU) Carlos Henrique Alves (IND)                                                           |
| Olhão               | Francisco Leal                                     | PS                 | António Pina (PS) Eduardo Cruz (PSD) Rui Costa (CDS-PP) Sebastião Coelho (CDU) Ivo Madeira (BE) António Terramoto (PCTP/MRPP) João Pereira (IND)     |
| Portimão            | Manuel da Luz                                      | PS                 | Isilda Gomes (PS) Pedro Xavier (PSD) José Pedro Caçorino (CDS-PP/MPT/PPM) Nelson de Freitas (CDU) João Vasconcelos (BE)                              |
| S. Brás de Alportel | António Eusébio                                    | PS                 | Vítor Guerreiro (PS) Rui Eusébio (PSD) Cláudia Cavaco (CDS-PP) Renato Santos (CDU)                                                                   |
| Silves              | Isabel Soares (2009–12) Rogério Pinto (2012–)      | PSD                | Fernando Serpa (PS) Rogério Pinto (PSD) Rosa Palma (CDU) David Marques (BE)                                                                          |
| Tavira              | Jorge Botelho                                      | PS                 | Jorge Botelho (PS) José Estevens (PSD/CDS-PP/MPT/PPM) Miguel Barão da Cunha (CDU) Carlos Lopes (BE)                                                  |
| Vila do Bispo       | Adelino Soares                                     | PS                 | Adelino Soares (PS) Gilberto Viegas (PSD) José Teixeira Machado (CDU)                                                                                |
| V. R. Sto. António  | Luís Gomes                                         | PSD                | David Murta (PS) Luís Gomes (PSD) Maria Luísa Condessa (CDS-PP) José Estêvão Cruz (CDU) Mário Matos (BE)                                             |

### Guarda
| Municipalité         | Président actuel         | Parti      | Candidats 2013 |
| Aguiar da Beira      | Fernando Andrade         | PSD        | Joaquim Bonifácio (Ind/PS e CDS-PP) Fernando Pires (PSD) Paulo Silva (CDU)                                                    |
| Almeida              | António Baptista Ribeiro | PSD/CDS-PP | Joaquim Fernandes (PS) António Baptista Ribeiro (PSD/CDS-PP) João Terreiro (CDU)                                              |
| Celorico da Beira    | José Monteiro            | PS         | José Monteiro (PS) Manuel Portugal (PSD/CDS-PP) José Pedro Branquinho (CDU) António Andrade (PTP)                             |
| Fig. Castelo Rodrigo | António Edmundo          | PSD        | Paulo Langrouva (PS) António Edmundo (PSD) Manuel Teixeira (CDU)                                                              |
| Fornos de Algodres   | José Miranda             | PSD        | Manuel Fonseca (PS) João Carlos Felício da Costa (PSD) Cristina Guerra (CDS-PP) Joaquim Almeida (CDU)                         |
| Gouveia              | Álvaro Amaro             | PSD        | Armando Almeida (PS) Luís Tadeu (PSD/CDS-PP) Fernanda Bernardo (CDU)                                                          |
| Guarda               | Joaquim Valente          | PS         | José Martins Igreja (PS) Álvaro Amaro (PSD/CDS-PP) Mário Martins (CDU) Marco Loureiro (BE) Eduardo Espírito Santo (PCTP/MRPP) |
| Manteigas            | Esmeraldo Carvalhinho    | PS         | Esmeraldo Carvalhinho (PS) José Manuel Biscaia (PSD) Manuel Aldeia (CDU)                                                      |
| Meda                 | Armando Carneiro         | PS         | Anselmo Sousa (PS) Paulo Amaral (PSD) César Figueiredo (CDS-PP) Manuel Frade (CDU) Lemos Damião (PPM)                         |
| Pinhel               | António Ruas             | PSD        | José Vital Tomé (PS) Rui Ventura (PSD) Carlos Gonçalves (CDS-PP) Joaquim Ferreira (CDU)                                       |
| Sabugal              | António Robalo           | PSD        | António José Vaz (PS) António Robalo (PSD) Filipe Pina Monteiro (CDS-PP) Aristides Duarte (CDU) Carlos Alberto Rito (PTP)     |
| Seia                 | Carlos Filipe Camelo     | PS         | Carlos Filipe Camelo (PS) Albano Figueiredo (PSD/CDS-PP) Margarida Abrantes (CDU)                                             |
| Trancoso             | Júlio Sarmento           | PSD        | Amílcar Salvador (PS) João Rodrigues (PSD) João Mendes (CDS-PP) João Ribeiro (CDU)                                            |
| V. N. de Foz Côa     | Gustavo Duarte           | PSD        | Fernando Girão (PS) Gustavo Duarte (PSD) Marta Mendes (CDU)                                                                   |

### Leiria
| Municipalité        | Président actuel     | Parti | Candidats 2013 |
| Alcobaça            | Paulo Inácio         | PSD   | José Canha (PS) Paulo Inácio (PSD) Carlos Bonifácio (CDS-PP) Vanda Marques (CDU) Adelino Granja (BE) João Pedro Amaral (PNR)                                               |
| Alvaiázere          | Paulo Morgado        | PSD   | Teodora Cardo (PS) Paulo Morgado (PSD) Nelson Silva (CDS-PP) José Nunes dos Santos (CDU)                                                                                   |
| Ansião              | Rui Rocha            | PSD   | Teresa Fernandes (PS) Rui Rocha (PSD) Rafael Henriques (CDS-PP) Gonçalo Paz (CDU)                                                                                          |
| Batalha             | António Lucas        | PSD   | Carlos Repolho (PS) Paulo Batista Santos (PSD) Nuno Barraca (CDS-PP) Manuela Ribeiro (CDU)                                                                                 |
| Bombarral           | José Manuel Vieira   | PSD   | Luís Camilo Duarte (PS) José Manuel Vieira (PSD) Rosa Guerra (CDS-PP) Maria de Los Angeles (CDU)                                                                           |
| Caldas da Rainha    | Fernando Costa       | PSD   | Rui Correia (PS) Fernando Tinta Ferreira (PSD) Manuel Isaac (CDS-PP) José Carlos Faria (CDU) Carlos Carujo (BE) Maria Teresa Serrenho (IND)                                |
| Castanheira de Pêra | Fernando Lopes       | PS    | Fernando Lopes (PS) Pedro Graça (PSD) António Santos Varanda (CDS-PP) Manuel Costa (CDU) Miguel Barjona (IND)                                                              |
| Figueiró dos Vinhos | Rui Silva            | PSD   | Jorge Abreu (PS) Rui Silva (PSD) António Zuzarte (CDS-PP) Artur do Vale (CDU)                                                                                              |
| Leiria              | Raul Castro          | PS    | Raul Castro (PS) Álvaro Madureira (PSD) António Martinho (CDS-PP) Anabela Baptista (CDU) José Peixoto (BE)                                                                 |
| Marinha Grande      | Álvaro Pereira       | PS    | Álvaro Pereira (PS) António Santos (PSD) Sandra Correia (CDS-PP) Vítor Pereira (CDU) José Rodrigues (BE) Aurélio Ferreira (IND) Carlos Logrado (IND)                       |
| Nazaré              | Jorge Barroso        | PSD   | Walter Chicharro (PS) Miguel Sousinha (PSD) Joel Vitorino (CDS-PP) João Delgado (CDU) Joaquim Piló (BE) António Salvador (MPT) António Trindade (IND) Alberto Madaíl (IND) |
| Óbidos              | Telmo Faria          | PSD   | Bernardo Rodrigues (PS) Humberto Marques (PSD) Carlos Pinto Machado (CDS-PP) José Rui Raposo (CDU)                                                                         |
| Pedrogão Grande     | João Marques         | PSD   | António Pena (PS) Valdemar Alves (PSD) Rui Baltasar (CDU) |
| Peniche             | António José Correia | CDU   | Jorge Gonçalves (PS) Luís Ganhão (PSD) João Nuno Santos (CDS-PP) António José Correia (CDU) Paulo Freitas (BE)                                                             |
| Pombal              | Narciso Mota         | PSD   | Adelino Mendes (PS) Diogo Mateus (PSD) José Guardado (CDS-PP) Fernando Domingues (CDU)                                                                                     |
| Porto de Mós        | João Salgueiro       | PS    | João Salgueiro (PS) Carlos Venda (PSD) António Silva Alves (CDS-PP) José Carlos Nogueira (CDU)                                                                             |

### Lisbonne
| Municipalité           | Président actuel                                   | Parti              | Candidats 2013 |
| Alenquer               | Jorge Riso                                         | PS                 | Pedro Folgado (PS) Nuno Coelho (PSD/CDS-PP/MPT/PPM) Carlos Areal (CDU) João Hermínio (BE) |
| Amadora                | Joaquim Raposo                                     | PS                 | Carla Tavares (PS) Carlos Silva (PSD/CDS-PP) Francisco Santos (CDU) António Santos (BE) Elísio Fernando Barão (PCTP/MRPP) Rui Gonçalves (PTP)                                                                                          |
| Arruda dos Vinhos      | Carlos Lourenço                                    | PSD                | André Rijo (PS) Lélio Lourenço (PSD) Pedro Ribeiro Correia (CDS-PP) Adelaide Henriques (CDU) |
| Azambuja               | Joaquim Ramos (2009–13) Luís de Sousa (2013–)      | PS                 | Luís de Sousa (PS) António Jorge Lopes (PSD/CDS-PP/MPT/PPM) David Mendes (CDU) |
| Cadaval                | Aristides Sécio                                    | PSD                | Dinis Acácio Duarte (PS) José Bernardo Nunes (PSD) João Reis (CDS-PP/MPT/PPM) Brizelinda Marques (CDU) |
| Cascais                | António Capucho (2009–11) Carlos Carreiras (2011–) | PSD/CDS-PP         | João Cordeiro (PS) Carlos Carreiras (PSD/CDS-PP) Clemente Alves (CDU) Cecília Honório (BE) Orlando Alves (PCTP/MRPP) Jorge Corte-Real Andrade (PPM/PPV/PND) Nuno Duarte (PTP) Isabel Magalhães (IND)                                   |
| Lisboa                 | António Costa                                      | PS                 | António Costa (PS) Fernando Seara (PSD/CDS-PP/MPT) João Ferreira (CDU) João Semedo (BE) Joana Miranda (PCTP/MRPP) Nuno Correia da Silva (PPM/PPV/PND) Amândio Madaleno (PTP) João Patrocínio (PNR) Paulo Borges (PAN)                  |
| Loures                 | Carlos Teixeira                                    | PS                 | João Nunes (PS) Fernando Costa (PSD/MPT/PPM) José Lino Ramos (CDS-PP) Bernardino Soares (CDU) Jorge Costa (BE) Leandro Souto (PNR) Luís Patrício (PCTP/MRPP) Bruno Gomes (PTP)                                                         |
| Lourinhã               | José Manuel Custódio                               | PS                 | João Duarte Carvalho (PS) Hernâni Santos (PSD/CDS-PP) Mário Rui Souto (CDU) Hélio Silva (BE) |
| Mafra                  | Ministro dos Santos                                | PSD                | Elísio Summavielle (PS) Hélder Sousa Silva (PSD) Alves Pardal (CDS-PP/MPT/PPM) Rogério Costa (CDU) |
| Odivelas               | Susana Amador                                      | PS                 | Susana Amador (PS) Sandra Pereira (PSD) Miguel Xara-Brasil (CDS-PP/MPT/PPM) Fernanda Mateus (CDU) João Curvêlo (BE) Ernesto Reis (PCTP/MRPP) Bruno Veiga (PTP)                                                                         |
| Oeiras                 | Isaltino Morais (2009–13) Paulo Vistas (2013–)     | IND                | Marcos Sá (PS) Francisco Moita Flores (PSD) Paulo Freitas do Amaral (CDS-PP) Daniel Branco (CDU) Carlos Gaivoto (BE) Joaquim Manuel Ferreira (PCTP/MRPP) Edna Lopes (PTP) Richard Warrell (PAN) Paulo Vistas (IND)                     |
| Sintra                 | Fernando Seara                                     | PSD/CDS-PP/PPM/MPT | Basílio Horta (PS) Pedro Pinto (PSD/CDS-PP/MPT) Pedro Ventura (CDU) Luís Fazenda (BE) António Laires (PCTP/MRPP) José Lucena Pinto (PNR) Nuno da Câmara Pereira (PND) Nuno Azevedo (PAN) Marco Almeida (IND) Barbosa de Oliveira (IND) |
| Sobral de Monte Agraço | António Bogalho                                    | CDU                | Pedro Coelho dos Santos (PS) Joaquim Biancard Cruz (PSD/CDS-PP) José Alberto Quintino (CDU) |
| Torres Vedras          | Carlos Miguel                                      | PS                 | Carlos Miguel (PS) Hugo Martins (PSD) Luís Marinho (CDS-PP/MPT/PPM) Sérgio Cipriano (CDU) Rui Matoso (BE) Hernâni Costa (PNR) Sérgio Jacinto (IND)                                                                                     |
| V. Franca de Xira      | Maria da Luz Rosinha                               | PS                 | Alberto Mesquita (PS) João de Carvalho (PSD/MPT/PPM) António Ramos (CDS-PP) Nuno Libório (CDU) Mário Correia (BE) |

### Portalegre
| Municipalité    | Président actuel                                 | Parti | Candidats 2013                                                                                                   |
| Alter do Chão   | Joviano Vitorino                                 | PSD   | Francisco Reis (PS) Joviano Vitorino (PSD) João Maria Roquette (CDS-PP) Romão Trindade (CDU)                     |
| Arronches       | Fermelinda Carvalho                              | PSD   | Gil Romão (PS) Fermelinda Carvalho (PSD) António Pascoal (CDU)                                                   |
| Avis            | Manuel Coelho                                    | CDU   | Rui Henriques (PS) Luís Fouto (PSD) Nuno Silva (CDU)                                                             |
| Campo Maior     | Ricardo Pinheiro                                 | PS    | Ricardo Pinheiro (PS) Arnaldo Trindade (PSD) António João Gonçalves (CDU) Joaquim Garcia (BE) João Burrica (MPT) |
| Castelo de Vide | António Ribeiro                                  | PSD   | Tiago Malato (PS) António Pita (PSD) Amândio Patacas (CDU)                                                       |
| Crato           | João Teresa Ribeiro                              | CDU   | José Correia da Luz (PS) Ângelo Fernandes (PSD) João Teresa Ribeiro (CDU)                                        |
| Elvas           | Rondão Almeida                                   | PS    | Nuno Mocinha (PS) António Teodora (PSD/PPM) Tiago Abreu (CDS-PP) José Batista (CDU) Francisco Castelo (BE)       |
| Fronteira       | Pedro Lancha                                     | PSD   | Fernando Mano (PS) Rogério Silva (PSD) Paula Almeida (CDS-PP) João Serra (CDU)                                   |
| Gavião          | Jorge Martins                                    | PS    | José Pio (PS) Paulo Matos (PSD) Manuel Delgado (CDU)                                                             |
| Marvão          | Vítor Frutuoso                                   | PSD   | Carlos Castelinho (PS) Vítor Frutuoso (PSD) Nuno Serra Pereira (CDS-PP) Susana Teixeira (CDU)                    |
| Monforte        | Miguel Rasquinho                                 | PS    | Miguel Rasquinho (PS) António José Vieira (PSD/CDS-PP) Gonçalo Lagem (CDU)                                       |
| Nisa            | Gabriela Tsukamoto                               | CDU   | Idalina Trindade (PS) José Moura Semedo (PSD/CDS-PP) Vítor Martins (CDU) António Bichardo (IND)                  |
| Ponte de Sor    | Taveira Pinto                                    | PS    | Hugo Hilário (PS) João Guerra (PSD) Rui Varela (CDS-PP) Vítor Morgado (CDU) Maria Antónia Frio (BE)              |
| Portalegre      | Mata Cáceres (2009–11) Adelaide Teixeira (2011–) | PSD   | José Pinto Leite (PS) Jaime Azedo (PSD/CDS-PP) Luís Pargana (CDU) José Manuel Basso (BE) Adelaide Teixeira (IND) |
| Sousel          | Armando Varela                                   | PSD   | António Carrilho (PS) Armando Varela (PSD) José Pascoal (CDU)                                                    |

### Porto
| Municipalité       | Président actuel                                    | Parti      | Candidats 2013 |
| Amarante           | Armindo Abreu                                       | PS         | Dinis Mesquita (PS) José Luís Gaspar (PSD/CDS-PP) Lurdes Ribeiro (CDU) Elisa Antunes (BE) Pedro Barros (IND)                                                                                                  |
| Baião              | José Luís Carneiro                                  | PS         | José Luís Carneiro (PS) Luís Sousa (PSD) José Carlos Póvoas (CDS-PP) Manuel Vilas-Boas (CDU) |
| Felgueiras         | Inácio Ribeiro                                      | PSD/CDS-PP | Eduardo Bragança (PS) Inácio Ribeiro (PSD/PPM) Carla Carvalho (CDS-PP) Manuel Freitas (CDU) Sara Oliveira (BE) António Teixeira Gomes (PCTP/MRPP)                                                             |
| Gondomar           | Valentim Loureiro                                   | IND        | Marco Martins (PS) Maria João Marinho (PSD/CDS-PP) Joaquim Barbosa (CDU) Ana Paula Canotilho (BE) |
| Lousada            | Jorge Magalhães                                     | PS         | Pedro Machado (PS) Leonel Vieira (PSD/CDS-PP) António Vieira (CDU) |
| Maia               | Bragança Fernandes                                  | PSD        | Ricardo Bexiga (PS) Bragança Fernandes (PSD/CDS-PP) Ana Virgínia Pereira (CDU) Rosa Cruz (BE) |
| Marco de Canaveses | Manuel Moreira                                      | PSD        | Lino Tavares Dias (PS) Manuel Moreira (PSD) Avelino Ferreira Torres (Ind/CDS-PP) António Gomes Varela (CDU) Artur Melo (IND)                                                                                  |
| Matosinhos         | Guilherme Pinto                                     | PS         | António Parada (PS) Pedro da Vinha Costa (PSD) Manuel Maio (CDS-PP) José Pedro Rodrigues (CDU) Fernando Queiroz (BE) Orlando Cruz (PTP) Guilherme Pinto (IND)                                                 |
| Paços de Ferreira  | Pedro Oliveira Pinto                                | PSD        | Humberto Brito (PS) Pedro Oliveira Pinto (PSD) Henrique Martins Pacheco (CDS-PP) Nuno Santos Neto (CDU) Floriano Silva (PTP)                                                                                  |
| Paredes            | Celso Ferreira                                      | PSD        | Alexandre Almeida (PS) Celso Ferreira (PSD) António Macedo Lemos (CDS-PP) Cristiano Ribeiro (CDU) Ilídio Ferreira Santos (BE)                                                                                 |
| Penafiel           | Alberto Santos                                      | PSD/CDS-PP | André Ferreira (PS) Antonino Sousa (PSD/CDS-PP) David Teixeira (CDU) João Correia (BE) |
| Porto              | Rui Rio                                             | PSD/CDS-PP | Manuel Pizarro (PS) Luís Filipe Menezes (PSD/PPM/MPT) Rui Moreira (Ind/CDS-PP) Pedro Carvalho (CDU) José Soeiro (BE) José Carlos Santos (PCTP/MRPP) Costa Pereira (PTP) Nuno Cardoso (IND)                    |
| Póvoa de Varzim    | Macedo Vieira                                       | PSD        | Elvira Ferreira (PS) Aires Pereira (PSD) Jorge Serrano (CDS-PP) José Reina (CDU) Vítor Pinto (BE) António Pedro Ribeiro (PCTP/MRPP)                                                                           |
| Santo Tirso        | Castro Fernandes                                    | PS         | Joaquim Couto (PS) Alírio Canceles (PSD/PPM) José Graça (CDS-PP) Maria Augusta Carvalho (CDU) Henrique Pinheiro Machado (IND)                                                                                 |
| Trofa              | Joana Lima                                          | PS         | Joana Lima (PS) Sérgio Humberto Silva (PSD/CDS-PP) Conceição Silva (CDU) Gualter Costa (BE) Joaquim Azevedo (IND)                                                                                             |
| Valongo            | Fernando Melo (2009–12) João Paulo Baltazar (2012–) | PSD/CDS-PP | José Manuel Ribeiro (PS) João Paulo Baltazar (PSD/PPM) Alexandre Teixeira (CDS-PP) Adriano Ribeiro (CDU) Eliseu Lopes (BE)                                                                                    |
| Vila do Conde      | Mário Almeida                                       | PS         | Elisa Ferraz (PS) Miguel Paiva (PSD/PPM) Artur Bonfim (CDS-PP) Fernando Reis (CDU) Armando Herculano (BE) |
| V. N. de Gaia      | Luís Filipe Menezes (2009–13) Amélia Traça (2013–)  | PSD/CDS-PP | Eduardo Vítor Rodrigues (PS) Carlos Abreu Amorim (PSD/CDS-PP) Jorge Sarabando (CDU) Eduardo Pereira (BE) Cristiana Máximo (PCTP/MRPP) Manuel Almeida (PTP) Guilherme Aguiar (IND) Manuel Vieira Machado (IND) |

### Santarém
| Municipalité        | Président actuel                                           | Parti      | Candidats 2013 |
| Abrantes            | Maria do Céu Albuquerque                                   | PS         | Maria do Céu Albuquerque (PS) Elza Vitório (PSD) Luís Miguel Reis (CDS-PP) Avelino Manana (CDU) Manuel António Lopes (BE)                 |
| Alcanena            | Fernanda Asseiceira                                        | PS         | Fernanda Asseiceira (PS) Susana Aparício (PSD/CDS-PP) Carlos Oliveira (CDU) Artur Rodrigues (IND)                                         |
| Almeirim            | José Sousa Gomes                                           | PS         | Pedro Ribeiro (PS) Manuel Sebastião (PSD/CDS-PP/MPT) Sónia Colaço (CDU) Rosa Nascimento (IND) Nuno Fazenda (IND)                          |
| Alpiarça            | Mário Pereira                                              | CDU        | Pedro Gaspar (PS) Francisco Cunha (PSD/MPT) Mário Pereira (CDU)                                                                           |
| Benavente           | António José Ganhão                                        | CDU        | José Rocha (PS) José da Avó (PSD) Carlos Amaro (CDS-PP) Carlos Coutinho (CDU)                                                             |
| Cartaxo             | Paulo Caldas (2009–11) Paulo Varanda (2011–)               | PS         | Pedro Magalhães Ribeiro (PS) Vasco Cunha (PSD) Ana Paula Inglês (CDS-PP) Mário Júlio Reis (CDU) Francisco Colaço (BE) Paulo Varanda (IND) |
| Chamusca            | Sérgio Carrinho                                            | CDU        | Paulo Queimado (PS) Aurelina Rufino (PSD/CDS-PP) Francisco Matias (CDU) José Filipe (BE)                                                  |
| Constância          | Máximo Ferreira                                            | CDU        | António Mendes (PS) José Silvares Luz (PSD) Adelino Gomes (CDS-PP/MPT) Júlia Amorim (CDU)                                                 |
| Coruche             | Dionísio Mendes                                            | PS         | Francisco Oliveira (PS) Liliana Santos Pinto (PSD) Vasques Gomes (CDS-PP) José Marcelino (CDU) Rafael Gomes (BE)                          |
| Entroncamento       | Jaime Ramos                                                | PSD        | Jorge Faria (PS) Isilda Aguincha (PSD) Paulo Bica (CDS-PP) David Ribeiro (CDU) Carlos Matias (BE)                                         |
| Ferreira do Zêzere  | Jacinto Lopes                                              | PSD        | António Vicente Martins (PS) Jacinto Lopes (PSD) Jorge de Castro (CDS-PP) António Matos (CDU)                                             |
| Golegã              | José Veiga Maltez                                          | PS         | Rui Medinas (PS) José Godinho Lopes (PSD/CDS-PP) José Vieira (CDU) Nair Henriques da Luz (IND)                                            |
| Mação               | Saldanha Rocha                                             | PSD        | Nuno Neto (PS) Vasco Estrela (PSD) Tiago Sá (CDS-PP) Maria Arminda Santos (CDU)                                                           |
| Ourém               | Paulo Fonseca                                              | PS         | Paulo Fonseca (PS) Luís Albuquerque (PSD/CDS-PP) Alexandre Castro (CDU) Vítor Frazão (IND)                                                |
| Rio Maior           | Isaura Morais                                              | PSD/CDS-PP | Carlos Nazaré (PS) Isaura Morais (PSD/CDS-PP) Augusto Figueiredo (CDU) Rosa Pina (BE) João Teodoro Miguel (IND)                           |
| Salvaterra de Magos | Ana Cristina Ribeiro                                       | BE         | Hélder Esménio (PS) Francisco Naia Pereira (PSD/CDS-PP) Orlando Garcia (CDU) Manuel das Neves (BE) Rui Moreira (IND)                      |
| Santarém            | Francisco Moita Flores (2009–12) Ricardo Gonçalves (2012–) | PSD        | Idália Serrão (PS) Ricardo Gonçalves (PSD) Aires Lopes (CDS-PP) Francisco Madeira Lopes (CDU) Bruno Góis (BE) Francisco Mendes (IND)      |
| Sardoal             | Fernando Moleirinho                                        | PSD        | Fernando Vasco (PS) António Miguel Borges (PSD) Jorge Ferreira (CDU) Rui Serras (IND)                                                     |
| Tomar               | Corvêlo de Sousa (2009–12) Carlos Carrão (2012–)           | PSD        | Anabela Freitas (PS) Carlos Carrão (PSD) Ivo Santos (CDS-PP) Bruno Graça (CDU) Rui Coutinho (BE) Flávio Nunes (MPT) Pedro Marques (IND)   |
| Torres Novas        | António Rodrigues                                          | PS         | Pedro Ferreira (PS) Henrique Reis (PSD) Susana Baptista (CDS-PP) Carlos Tomé (CDU) Helena Pinto (BE)                                      |
| V. N. da Barquinha  | Miguel Pombeiro                                            | PS         | Fernando Freire (PS) Luís Valente (PSD) Ana Paula Pinto (CDS-PP) Maria José Martinho (CDU)                                                |

### Setúbal
| Municipalité      | Président actuel                           | Parti | Candidats 2013 |
| Alcácer do Sal    | Pedro Paredes                              | PS    | Torres Couto (PS) Pedro Goucha (PSD) Teresa Noronha e Castro (CDS-PP) Vítor Proença (CDU) Ana Penas (BE)                                                                                 |
| Alcochete         | Luís Franco                                | CDU   | Teresa Moraes Sarmento (PS) Maria do Rosário Prates (PSD) Vasco Pinto (CDS-PP) Luís Franco (CDU)                                                                                         |
| Almada            | Maria Emília de Sousa                      | CDU   | Joaquim Barbosa (PS) António Neves (PSD) Fernando Sousa da Pena (CDS-PP) Joaquim Judas (CDU) Joana Mortágua (BE) Domingos Bulhão (PCTP/MRPP) Rute Zorrinho (PTP) Sofia Silva (PAN)       |
| Barreiro          | Carlos Humberto Carvalho                   | CDU   | Luís Ferreira (PS) Bruno Vitorino (PSD) Paulo Daniel (CDS-PP) Carlos Humberto Carvalho (CDU) Humberto Candeias (BE) Carlos Salgueiro (PCTP/MRPP)                                         |
| Grândola          | Carlos Beato (2009–13) Graça Nunes (2013–) | PS    | Ricardo Campaniço (PS) António Figueira Mendes (CDU) Manuel Graça Dias (BE) Aníbal Cordeiro (IND) António Candeias (IND)                                                                 |
| Moita             | João Lobo                                  | CDU   | Manuel Borges (PS) João Paulo Gaspar (PSD) João Sacoto Neves (CDS-PP) Rui Garcia (CDU) Joaquim Raminhos (BE) Leonel Coelho (PCTP/MRPP) José Manuel Costa (PTP) José Carlos Gouveia (PAN) |
| Montijo           | Maria Amélia Antunes                       | PS    | Nuno Canta (PS) Maria das Mercês Borges (PSD) Artur Oliveira (CDS-PP) Carlos Jorge de Almeida (CDU) Tiago Pinheiro (BE) Maria Manuela Parreira (PCTP/MRPP)                               |
| Palmela           | Ana Teresa Vicente                         | CDU   | Natividade Coelho (PS) Paulo Ribeiro (PSD/CDS-PP) Álvaro Amaro (CDU) António Simões (BE) Vânia Madeira (PTP)                                                                             |
| Santiago do Cacém | Vítor Proença                              | CDU   | Nuno Oliveira (PS) Paulo Gamito (PSD) Mateus Guerreiro (CDS-PP) Álvaro Beijinha (CDU) João Madeira (BE)                                                                                  |
| Seixal            | Alfredo Monteiro                           | CDU   | Samuel Cruz (PS) Paulo Edson Cunha (PSD) João Noronha (CDS-PP) Joaquim Santos (CDU) Luís Cordeiro (BE) Carlos Gomes (PCTP/MRPP) Helena Henriques (PTP)                                   |
| Sesimbra          | Augusto Pólvora                            | CDU   | Américo Gegaloto (PS) Francisco Luís (PSD/CDS-PP) Augusto Pólvora (CDU) Adelino Fortunato (BE) António Henriques (PAN) Carlos Sargedas (IND)                                             |
| Setúbal           | Maria das Dores Meira                      | CDU   | João Assunção Ribeiro (PS) Luís Rodrigues (PSD/CDS-PP) Maria das Dores Meira (CDU) Mariana Aiveca (BE) Duarte Jesuíno (PCTP/MRPP) Luís Humberto Teixeira (PAN)                           |
| Sines             | Manuel Coelho                              | IND   | Nuno Mascarenhas (PS) João Custódio (PSD) Américo Lourenço (CDS-PP) Hélder Guerreiro (CDU) Marisa Santos (IND)                                                                           |

### Viana do Castelo
| Municipalité      | Président actuel        | Parti  | Candidats 2013 |
| Arcos de Valdevez | Francisco Araújo        | PSD    | Fernando Cabodeira (PS) João Manuel Esteves (PSD) Fernando Fonseca (CDS-PP) Emília Vasconcelos (CDU)                                        |
| Caminha           | Júlia Paula Costa       | PSD    | Miguel Alves (PS) Flamiano Martins (PSD) Celestino Ribeiro (CDU)                                                                            |
| Melgaço           | Rui Solheiro            | PS     | Manoel Batista (PS) Manuel Fernandes (PSD) Horácio Lima (CDU)                                                                               |
| Monção            | José Emílio Moreira     | PS     | Augusto Domingues (PS) António Barbosa (PSD) Abel Baptista (CDS-PP) Filipe Vintém (CDU)                                                     |
| Paredes de Coura  | António Pereira Júnior  | PS     | Vítor Paulo Pereira (PS) Décio Guerreiro (PSD) João Carvalho (CDS-PP) Celina Sousa (CDU)                                                    |
| Ponte da Barca    | Vassalo Abreu           | PS     | Vassalo Abreu (PS) Armindo Silva (PSD) Afonso Graçoeiro (CDU) Augusto Marinho (IND)                                                         |
| Ponte de Lima     | Victor Mendes           | CDS-PP | Jorge Viana da Silva (PS) Manuel Barros (PSD) Victor Mendes (CDS-PP) João Gomes (CDU) Filipe Viana (IND)                                    |
| Valença           | Jorge Mendes            | PSD    | Diogo Cabrita (PS) Jorge Mendes (PSD) Alípio Sousa (CDU)                                                                                    |
| Viana do Castelo  | José Maria Costa        | PS     | José Maria Costa (PS) Eduardo Teixeira (PSD) Carlos Meira (CDS-PP/MPT) Ilda Figueiredo (CDU) Hermínia Bacelar (PCTP/MRPP) Hélder Pena (PAN) |
| V. N. de Cerveira | José Manuel Carpinteira | PS     | João Araújo (PS) Esteves Marques (PSD) Leli Wolfango (CDU) Fernando Nogueira (IND)                                                          |

### Vila Real
| Municipalité            | Président actuel                                     | Parti      | Candidats 2013 |
| Alijó                   | Artur Cascarejo                                      | PS         | João Manuel Gouveia (PS) Carlos Jorge Magalhães (PSD) Carolina Amélia (CDS-PP) João Pedro Perry (CDU) Miguel Rodrigues (IND)         |
| Boticas                 | Fernando Campos                                      | PSD        | Ana Luísa Monteiro (PS) Fernando Queiroga (PSD) Xavier Barreto (CDU)                                                                 |
| Chaves                  | João Batista                                         | PSD        | Paula Barros (PS) António Cabeleira (PSD) António Ribeiro (CDS-PP) Manuel Cunha (CDU) João Neves (IND)                               |
| Mesão Frio              | Alberto Pereira                                      | PS         | Alberto Pereira (PS) Marco Teixeira da Silva (PSD) João Rebelo da Silva (CDS-PP) José Sousa (CDU)                                    |
| Mondim de Basto         | Humberto Cerqueira                                   | PS         | Humberto Cerqueira (PS) Lúcio Machado (CDS-PP/PSD) António Souto (CDU) Alfredo Gonçalves (PCTP/MRPP)                                 |
| Montalegre              | Fernando Rodrigues                                   | PS         | Orlando Alves (PS) Duarte Gonçalves (PSD/CDS-PP) Hélder Azevedo (CDU)                                                                |
| Murça                   | João Teixeira                                        | PS         | José Maria Costa (PS) Pedro Barroso Magalhães (PSD) Amadeu Carvalho (CDS-PP) Carlos Araújo (CDU)                                     |
| Peso da Régua           | Nuno Gonçalves                                       | PSD        | Manuel Ramos Paiva (PS) Nuno Gonçalves (PSD) António Serafim (CDU)                                                                   |
| Ribeira de Pena         | Agostinho Pinto                                      | PSD/CDS-PP | Rui Vaz Alves (PS) Amadeu Borges (PSD) Bráulio Ferreira (CDS-PP) Mário Gomes (CDU) Domingos Machado (MPT) José Manuel Carreira (IND) |
| Sabrosa                 | José Marques                                         | PS         | José Marques (PS) António Araújo (PSD) Fernando Amaral (CDU)                                                                         |
| Sta. Marta de Penaguião | Francisco Ribeiro                                    | PS         | Luís Machado (PS) Luís Bastos (PSD) Roque Brandão (CDS-PP) José Simão (CDU)                                                          |
| Valpaços                | Francisco Tavares (2009–12) António Medeiros (2013–) | PSD        | Afonso Castro Videira (PS) Amílcar de Almeida (PSD) Manuel Santos Carvalho (CDS-PP) Fernando Teixeira (CDU)                          |
| V. Pouca de Aguiar      | Domingos Dias                                        | PSD        | José Carlos Rendeiro (PS) Alberto Machado (PSD) José Dias (CDS-PP) José Luís Ferreira (CDU)                                          |
| Vila Real               | Manuel Martins                                       | PSD        | Rui Santos (PS) António Carvalho (PSD) Jorge Pinho (CDS-PP) Júlia Violante (CDU) Rui Cortes (BE)                                     |

### Viseu
| Municipalité         | Président actuel          | Parti      | Candidats 2013                                                                                                  |
| Armamar              | Hernâni Almeida           | PSD        | Américo Moreira (PS) João Paulo Fonseca (PSD) Luís Pinto (CDS-PP) Mário Cireneu (CDU) José Silva (BE)           |
| Carregal do Sal      | Atílio Nunes              | PSD        | Rogério Abrantes (PS) Vasco Jorge Almeida (PSD) Luís Fidalgo (CDS-PP) António Luís Correia (CDU)                |
| Castro Daire         | Fernando Carneiro         | PS         | Fernando Carneiro (PS) Luís Alberto Pinto (PSD) Carlos Rodrigues (CDS-PP) Isabel Souto (CDU)                    |
| Cinfães              | Pereira Pinto             | PS         | Armando Mourisco (PS) Manuel Vasconcelos Pinheiro (PSD/CDS-PP) Avelino Gonçalves (CDU)                          |
| Lamego               | Francisco Lopes           | PSD/CDS-PP | Manuel António Ferreira (PS) Francisco Lopes (PSD/CDS-PP) Vasco Ferreira (CDU)                                  |
| Mangualde            | João Azevedo              | PS         | João Azevedo (PS) Aníbal Maltez (PSD/CDS-PP) António Albuquerque (CDU)                                          |
| Moimenta da Beira    | José Eduardo Ferreira     | PS         | José Eduardo Ferreira (PS) Luís Carlos Silva (PSD/CDS-PP) Augusto Praça (CDU)                                   |
| Mortágua             | Afonso Abrantes           | PS         | João Pedro Fonseca (PS) José Júlio Norte (PSD) Filipe Valente (CDS-PP) Maria Cecília Barbosa (CDU)              |
| Nelas                | Isaura Pedro              | PSD/CDS-PP | Borges da Silva (PS) Isaura Pedro (PSD/CDS-PP) Nuno Vaz (CDU)                                                   |
| Oliveira de Frades   | Luís Vasconcelos          | PSD        | Porfírio Carvalho (PS) Luís Vasconcelos (PSD/CDS-PP) Miguel Martins (CDU) Mário Pereira (BE)                    |
| Penalva do Castelo   | Leonídio Monteiro         | PSD/CDS-PP | Francisco Carvalho (PS) Carlos Santos (PSD/CDS-PP) António Vilarigues (CDU)                                     |
| Penedono             | Carlos Esteves            | PSD        | Orlando Timóteo (PS) Carlos Esteves (PSD) José Chaves (CDS-PP) Cândida Sapo (CDU)                               |
| Resende              | António Borges            | PS         | Manuel Trindade (PS) Jaime Alves (PSD/CDS-PP) Fernando Pinto (CDU) Casimiro Veloso (MPT)                        |
| Santa Comba Dão      | João Lourenço             | PSD        | Leonel Gouveia (PS) João Lourenço (PSD) Manuela Alves (CDS-PP) Alberto Andrade (CDU)                            |
| S. João da Pesqueira | José Tulha                | PSD        | João Oliveira (PS) José Tulha (PSD) Paula Carvalho (CDS-PP) António Luís Silva (CDU) Manuel Cordeiro (IND)      |
| S. Pedro do Sul      | António Carlos Figueiredo | PSD        | Vítor Figueiredo (PS) Adriano Azevedo (PSD) Ana Gralheiro (CDU) Maria do Carmo Bica (BE) José Sousa (IND)       |
| Sátão                | Alexandre Vaz             | PSD        | Nuno Bártolo (PS) Alexandre Vaz (PSD) Manuel Oliva (CDS-PP) Ângela Bártolo (CDU)                                |
| Sernancelhe          | José Mário Cardoso        | PSD        | Vítor Figueiredo (PS) Carlos Silva (PSD) Nuno Franquelim (CDS-PP) Eduardo Boloto (CDU)                          |
| Tabuaço              | João Ribeiro              | PS         | João Ribeiro (PS) Carlos Carvalho (PSD/CDS-PP) António Moutinho (CDU)                                           |
| Tarouca              | Mário Ferreira            | PS         | Amaro Nunes (PS) Valdemar Pereira (PSD) Carlos Alberto Cabral (CDS-PP) João Cordeiro (CDU) Rui Quintela (BE)    |
| Tondela              | Carlos Marta              | PSD        | Cílio Correia (PS) José António Jesus (PSD) Carlos Amaral (CDS-PP) Manuel Veiga (CDU)                           |
| V. Nova de Paiva     | José Morgado              | PS         | José Morgado (PS) Carlos Mota (PSD) Hugo Trindade (CDS-PP) Manuel Rodrigues (CDU)                               |
| Viseu                | Fernando Ruas             | PSD        | José Junqueiro (PS) Almeida Henriques (PSD) Hélder Amaral (CDS-PP) Francisco Almeida (CDU) Manuela Antunes (BE) |
| Vouzela              | Telmo Antunes             | PSD        | António Menezes (PS) Rui Ladeira (PSD) Paulo Duarte (CDS-PP) José Pereirinha (CDU) Marco Mendonça (BE)          |

### Açores
| Municipalité          | Président actuel                                      | Parti | Candidats 2013 |
| Angra do Heroísmo     | Andreia Cardoso (2009–11) Sofia Couto (2011–)         | PS    | Álamo Meneses (PS) António Ventura (PSD/CDS-PP) António Inocêncio (CDU) Paulo Mendes (BE)                            |
| Calheta               | Aires Reis                                            | PSD   | António Vitorino Silveira (PS) Aires Reis (PSD) Décio Pereira (IND)                                                  |
| Corvo                 | Manuel Rita                                           | PS    | José Alves da Silva (PS) José Manuel Nunes (PSD)                                                                     |
| Horta                 | João Fernando Castro                                  | PS    | José Leonardo Silva (PS) Luís Garcia (PSD/CDS-PP/PPM) Maria do Céu Brito (CDU) João Stattmiller (BE)                 |
| Lagoa                 | João Ponte                                            | PS    | João Ponte (PS) José Cabecinha (PSD) Roberto Oliveira (CDS-PP) Eugénio Moura (CDU)                                   |
| Lajes das Flores      | João Lourenço                                         | PSD   | Luís Carlos Maciel (PS) Alice Ramos (PSD)                                                                            |
| Lajes do Pico         | Roberto Silva                                         | PS    | Roberto Silva (PS) Cláudio Lopes (PSD) José Azevedo (CDS-PP)                                                         |
| Madalena              | Jorge Rodrigues (2009–11) José António Soares (2011–) | PSD   | Miguel Costa (PS) José António Soares (PSD) Maria de Lurdes Silva (CDS-PP) Sérgio Gonçalves (CDU)                    |
| Nordeste              | José Carlos Carreiro                                  | PSD   | Carlos Mendonça (PS) Rogério Frias (PSD)                                                                             |
| Ponta Delgada         | Berta Cabral (2009–12) José Manuel Bolieiro (2012–)   | PSD   | José Contente (PS) José Manuel Bolieiro (PSD) Pedro Pereira (CDS-PP) Carlos Ribeiro (CDU) Jorge Kol de Carvalho (BE) |
| Povoação              | Carlos Ávila                                          | PS    | Carlos Ávila (PS) Delmar Medeiros (PSD)                                                                              |
| Praia da Vitória      | Roberto Monteiro                                      | PS    | Roberto Monteiro (PS) Judite Parreira (PSD) Emiliana Silva (CDS-PP) António Fonseca (CDU) Ana Oliveira (BE)          |
| Ribeira Grande        | Ricardo Silva                                         | PS    | Ricardo Silva (PS) Alexandre Gaudêncio (PSD) João Gomes (CDU) Zuraida Soares (BE)                                    |
| Sta. Cruz da Graciosa | Manuel Avelar                                         | PS    | Manuel Avelar (PS) João Cunha (PSD) João Picanço (IND)                                                               |
| Sta. Cruz das Flores  | Manuel Pereira (2009–12) José Carlos Mendes (2012–)   | PS    | José Carlos Mendes (PS) William Braga (PSD/CDS-PP)                                                                   |
| S. Roque do Pico      | Luís Filipe Silva                                     | PSD   | Mark Silveira (PS) Luís Filipe Silva (PSD) José Manuel Ávila (CDS-PP)                                                |
| Velas                 | Manuel Silveira                                       | PS    | João Paulo Oliveira (PS) Paulo Silveira (PSD) Luís Silveira (CDS-PP)                                                 |
| Vila do Porto         | Carlos Rodrigues                                      | PSD   | Duarte Moreira (PS) Carlos Rodrigues (PSD) Ana Loura (CDU)                                                           |
| V. Franca do Campo    | António Cordeiro                                      | PS    | Ricardo Rodrigues (PS) Rui Melo (PSD/PPM) Paulo Pinto (CDU) Jorge Gago da Câmara (IND)                               |

### Madère
| Municipalité    | Président actuel                               | Parti | Candidats 2013 |
| Calheta         | Manuel Baeta                                   | PSD   | Patrícia Sumares (PS) Carlos Teles (PSD) Martinho Câmara (CDS-PP) José Ferdinando Costa (CDU)                                                            |
| Câmara de Lobos | Arlindo Gomes                                  | PSD   | Amândio Silva (PS/PTP/PND/BE) Pedro Coelho (PSD) Roberto Rodrigues (CDS-PP) Alexandre Fernandes (CDU) João Isidoro Gonçalves (MPT) Marco Fernandes (PAN) |
| Funchal         | Miguel Albuquerque                             | PSD   | Paulo Cafôfo (PS/BE/PND/MPT/PTP/PAN) Bruno Pereira (PSD) José Manuel Rodrigues (CDS-PP) Artur Andrade (CDU)                                              |
| Machico         | Emanuel Gomes (2009–11) António Olim (2011–)   | PSD   | Ricardo Franco (PS) António Olim (PSD) Bruno Aveiro (CDS-PP) Marta Silva (CDU) Josefina Melim (BE) António Cartaxo (PTP) Carlos Borges (PAN)             |
| Ponta do Sol    | Rui Marques                                    | PSD   | Célia Pessegueiro (PS) Rui Marques (PSD) José Artur Aguiar (CDS-PP) Urânia Gaspar (CDU) Maria Ganança (BE) José Faria (PTP) André Pestana (IND)          |
| Porto Moniz     | Valter Correia                                 | PSD   | Emanuel Câmara (PS) Valter Correia (PSD) Nuno Drummond (CDS-PP) Rosa Alves (CDU)                                                                         |
| Porto Santo     | Roberto Silva (2009–11) Fátima Menezes (2011–) | PSD   | Filipe Menezes Oliveira (PS) Nuno Baptista (PSD) João Roberto Rodrigues (CDS-PP) Marco Gonçalves (CDU) Paula Serra (PTP) Carlos Ruas (IND)               |
| Ribeira Brava   | Ismael Fernandes                               | PSD   | Alano Gonçalves (PS) Ricardo Nascimento (PSD) Rafael Sousa (CDS-PP) Marcelino Rodrigues (CDU) Carlos Pereira (BE) Nuno Almas (PTP)                       |
| Santa Cruz      | José Alberto Gonçalves                         | PSD   | Filipe Sousa (Ind/PS, CDS-PP, BE, PND, MPT e PTP) Jorge Baptista (PSD) Dírio Ramos (CDU) Lucília Ferreira (PAN)                                          |
| Santana         | Rui Moisés                                     | PSD   | Odília Mendonça (PS) Rui Moisés (PSD) Teófilo Cunha (CDS-PP) Elisa Mendonça (CDU) Carlos Faria (BE) Bruna Andrade (PTP)                                  |
| S. Vicente      | Jorge Romeira                                  | PSD   | José António Garcês (Ind/PS e CDS-PP) Jorge Romeira (PSD) Baptista Monteiro (CDU) Conceição Pereira (BE)                                                 |

## Abréviations
- PS - Partido Socialista
- PSD - Partido Social Democrata
- CDS-PP - CDS – Parti populaire
- CDU - Coligação Democrática Unitária
- BE - Bloc de gauche
- PNR - Partido Nacional Renovador
- PCTP/MRPP - Partido Comunista dos Trabalhadores Portugueses
- MPT - Parti de la Terre
- PPM - Partido Popular Monárquico
- PAN - Partido pelos Animais e pela Natureza
- PND - Partido da Nova Democracia
- PPV - Portugal pro Vida
- PTP - Partido Trabalhista Português
- IND - Mouvements Indépendants